# Удача приходит по воскресеньям
Удача приходит по воскресеньям[уточнить] (словац. Šťastie príde v nedeľu) — комедийный фильм, снятый в 1958 году. Второй художественный фильм словацкого режиссёра Яна Лацко.
Фильм «Удача приходит по воскресеньям» — это одна из немногих в словацком кинематографе молодёжных комедий о каникулярных приключениях трёх разнохарактерных, но очень дружных восемнадцатилетних парней (в связи с чем фильм имел огромный успех среди молодёжи тех лет), заядлых игроков в спортивную лотерею. Ребята то и дело попадают в какие-либо неприятные, но комичные ситуации, различными замысловатыми способами зарабатывают и тратят свои последние деньги исключительно на лотерею «Шпортка» (крайне популярную в те времена в Чехословакии), выигрышные номера которой разыгрываются по воскресеньям, покупая всё больше лотерейных билетов и мечтая потратить деньги на любимые увлечения, влюбляются в одну и ту же девушку, однако настоящая удача приходит к одному из них вовсе не в воскресенье.
Фильм не является идеологическим, как многие чехословацкие фильмы тех лет, и содержит элементы сатиры. Фильм представляет и историческую ценность, так как в нём (как и в других фильмах Яна Лацко) показана Братислава тех лет, с уже не существующими ныне пейзажами. Снимался в период с 15 июля по 7 ноября 1958 года в Братиславе и на Сенецких озёрах.

## В ролях
- Мариан Кляйс — Эмиль Белак
- Антон Мрвечка — Штефан Михалец или Воробышек
- Иван Мистрик — Мишко Илечко
- Рената Дочоломанска — Эва Дворчикова
- Штефан Мишович — старшина
- Ладислав Фецко — ассистент режиссёра
- Франтишек Дибарбора — конферансье
- Йозеф Кухарж — певец
- Йозеф Кронер — Пучик
- Кароль Сковай — рыбак
- Йозеф Крепела — пьяница
- Йозеф Ханусек — пьяница
- Вильям Полоньи
- Адам Матейка
- Александр Бада
- Михал Белак — Грамо
- Рудольф Бернат — Мики
- Юлиус Булла — оператор
- Арношт Гарлатти
- Магда Грегорова — певица
- Юрай Леготский
- Анна Лидакова
- Александр Лодерер — Фаркаш
- Мария Магдоленова
- Бета Пониканова
- Зденек Рига
- Гейза Седлак
- Имрих Стрелка
- Эмиль Хорват
- Йозеф Черны
- Юрай Шебок